# المثاوى (خيران المحرق)

تعديل مصدري - تعديل

المثاوى هي إحدى قرى عزلة بنى حملة بمديرية خيران المحرق التابعة لمحافظة حجة، بلغ تعداد سكانها 195 نسمة حسب تعداد اليمن لعام 2004.